# コンスタンチン・コンスタンチノヴィチ (ロシア大公)
コンスタンチン・コンスタンチノヴィチ（Константи́н Константи́нович, 1858年8月22日 - 1915年6月15日）は、ロシアの皇族。ニコライ1世の孫息子の一人で、ロシア大公の称号を有した。詩人、劇作家でもあり、姓名「Константин Романов（Konstantin Romanov）」の頭文字から採ったペンネーム「К. Р.（KR）」の呼び名でよく知られた。1889年から亡くなるまでロシア科学アカデミー総裁を務めた。

## 生涯
コンスタンチンはコンスタンチン・ニコラエヴィチ大公とその妻アレクサンドラ・イオシフォヴナ大公妃の間の第4子、次男として、ストレルナのコンスタンチン宮殿で生まれた。長姉のオリガ・コンスタンチノヴナは、1867年にギリシア王ゲオルギオス1世と結婚した。コンスタンチンは幼い頃よりロマノフ家の男子に要求された軍人としての教養よりも、文学や絵画、音楽に興味を持っていた。しかしロシア帝国海軍での軍務に就かねばならず、大公はこれが不満だったという。やがてコンスタンチンは海軍を離れて近衛軍のイズマイロフスキー連隊に入り、同連隊では厚遇を受けた。

### 結婚

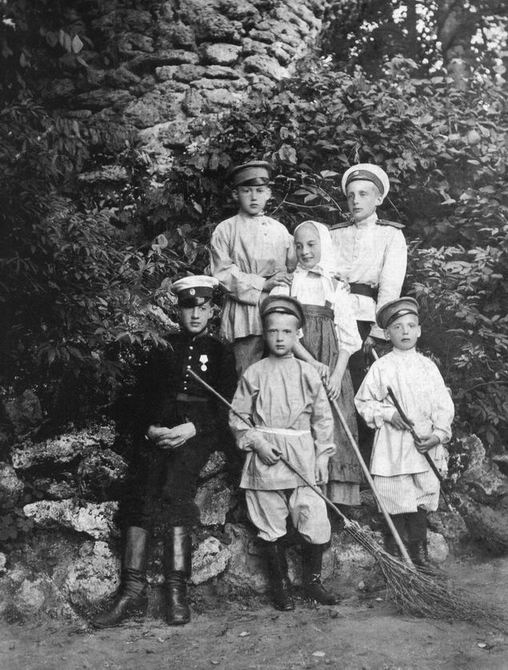
コンスタンチン・コンスタンチノヴィチ大公の6人の子供たち

コンスタンチンには隠された性的指向があったが、ロシア帝室に対する義務は果たさねばならないと考えていた。そのため1884年に母方の又従妹にあたるザクセン＝アルテンブルク家のエリーザベト公女と結婚した。エリーザベトは、ロシア正教会に改宗することなく、生涯ルター派であり続けた。結婚後、エリザヴェータ・マヴリキエヴナと名乗り、皇族内では「マヴラ」の愛称で呼ばれた。大公夫妻は9人の子供に恵まれた。
- イオアン（1886年 - 1918年）
- ガヴリール（1887年 - 1955年）
- タチアナ（1890年 - 1970年）
- コンスタンチン（1891年 - 1918年）
- オレグ（1892年 - 1914年）
- イーゴリ（1894年 - 1918年）
- ゲオルギー（1903年 - 1938年）
- ナタリア（1905年）
- ヴェラ（1906年 - 2001年）

長男のイオアンは1911年にセルビア王ペータル1世の娘イェレナと結婚し、長女のタチアナも同じ年に旧グルジア王家の血を引くコンスタンチン・バグラチオン＝ムフランスキー公爵と結婚した。タチアナの結婚はロシア帝室家内法が禁止する貴賤結婚に該当していたにもかかわらず、皇帝ニコライ2世はタチアナの結婚を祝福し、正式な婚姻であるとの認可を与えた。
コンスタンチンの子供たちは1886年にアレクサンドル3世が行ったロシア帝室家内法に関する修正の影響を受けた最初のロシア皇族となった。この修正では、ロシア大公ないしロシア大公女の称号および「Imperial Highness」の敬称を許されるのは、ロシア皇帝の子供および男系孫に限るとされ、曾孫以下の男系子孫にはロシア公ないしロシア公女および単なる「Highness」の敬称のみが許される、というものだった。コンスタンチンの子供たちはニコライ1世の曾孫として、後者の称号を受けた。帝室家内法の修正は、皇室財産から出される莫大な皇族年金を切り詰めるためになされたものであった。
コンスタンチンは誰から見ても愛情深い夫、父親であり、また愛された父親であった。一家はサンクトペテルブルク郊外にあるパヴロフスクの宮殿で暮らしていた。この宮殿はコンスタンチンの曾祖父パーヴェル1世の気に入りの邸宅だった。

### 公的生活

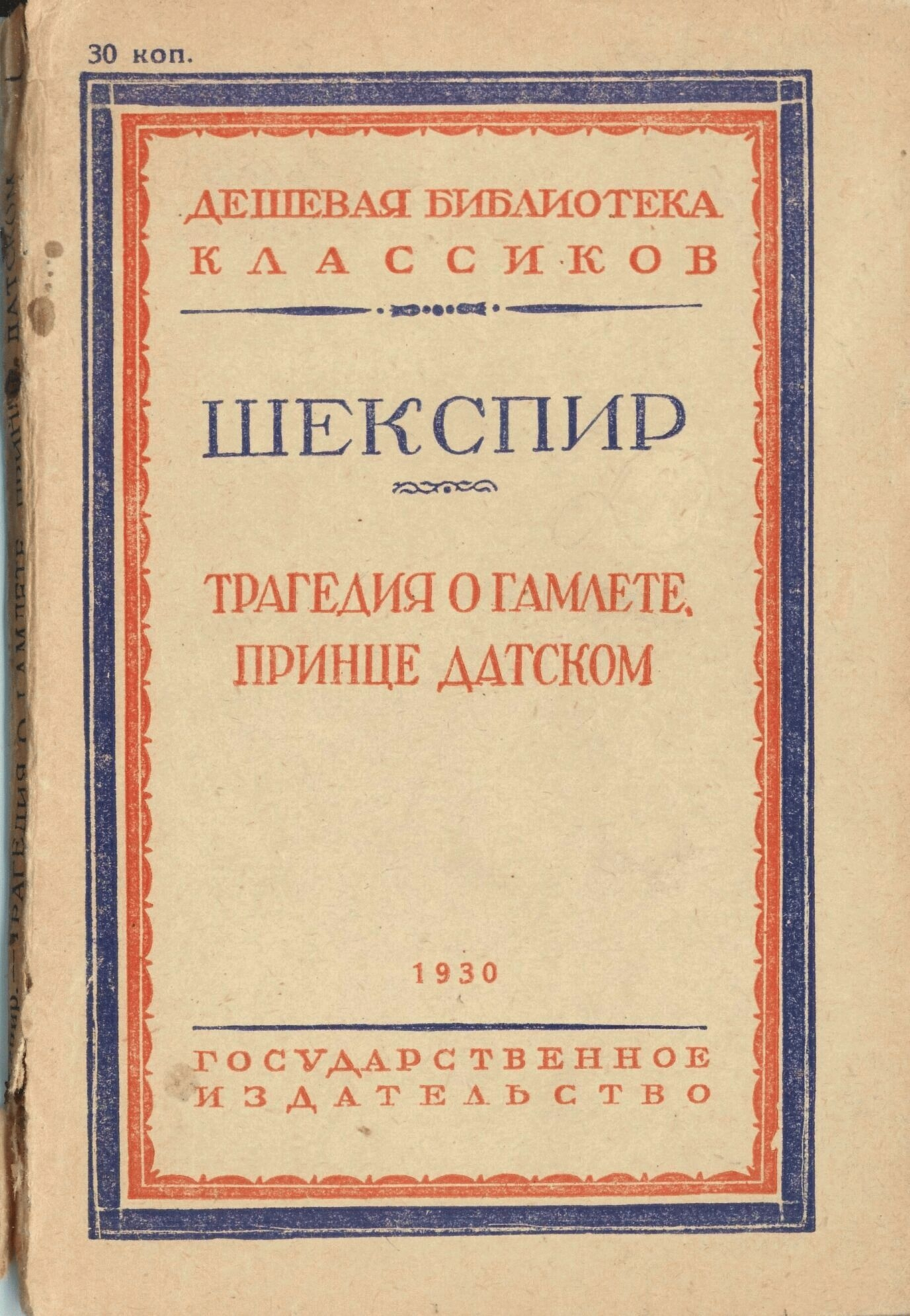
コンスタンチンが翻訳を行った「ハムレット」ロシア語版、1930年に出版されたもの

コンスタンチンはロシア芸術のパトロンであり、自分自身も芸術家だった。大公は優れたピアニストとしてロシア音楽協会の総裁を務めており、作曲家ピョートル・チャイコフスキーの親友だった。しかし、コンスタンチンは何よりもまず文学畑の人だった。大公はいくつかのロシア文芸協会を立ち上げた。またシラーやゲーテなどの外国文学をロシア語に翻訳し、さらに「ハムレット」をロシア語訳したことを特に誇りにしていた。またコンスタンチンは自分の執筆した劇の上演を自ら監督するのを非常に好んだ。自分の書いた最後の劇作「ユダヤの王」には、アリマタヤのヨセフ役で出演した。
大公は芸術家としては「スラヴ派」に属し、また皇族男子としての責務にも忠実であったため、従兄アレクサンドル3世とその後継者ニコライ2世に信頼されていた。アレクサンドル3世はコンスタンチンをロシア科学アカデミー総裁に任命し、ニコライ2世は軍全体の教育機関担当の総監に任命した。また1902年にはスウェーデン王立科学アカデミーの名誉会員に選ばれた。
コンスタンチン大公夫妻は、皇族中では数少ないニコライ2世とその妻アレクサンドラ・フョードロヴナ皇后の友人だった。アレクサンドラ皇后は他の大公たちがプレイボーイとして乱脈な生活をしているのと違い、妻子を大事にしているコンスタンチンを尊敬していたのである。またコンスタンチンはアレクサンドラ皇后の実姉エリザヴェータ・フョードロヴナ大公妃の親友で、彼女が結婚して初めてロシアに来た時に彼女への敬愛をうたった詩を書いている。エリザヴェータ・フョードロヴナの夫セルゲイ・アレクサンドロヴィチ大公が1905年に暗殺されたとき、コンスタンチンはモスクワに埋葬されるセルゲイの葬儀に参列した数少ないロシア皇族の一人であった。

### 私生活
公人としてのコンスタンチンは模範的、精力的で、保守的でさえあった。しかし、彼の私生活における苦悩は深刻だった。コンスタンチンが自分の生活を率直に書いた日記は長く公表されていなかったため、同時代人は9人もの子供をもつ子だくさんの大公が同性愛者（少なくとも両性愛者）だったとは知らなかった。

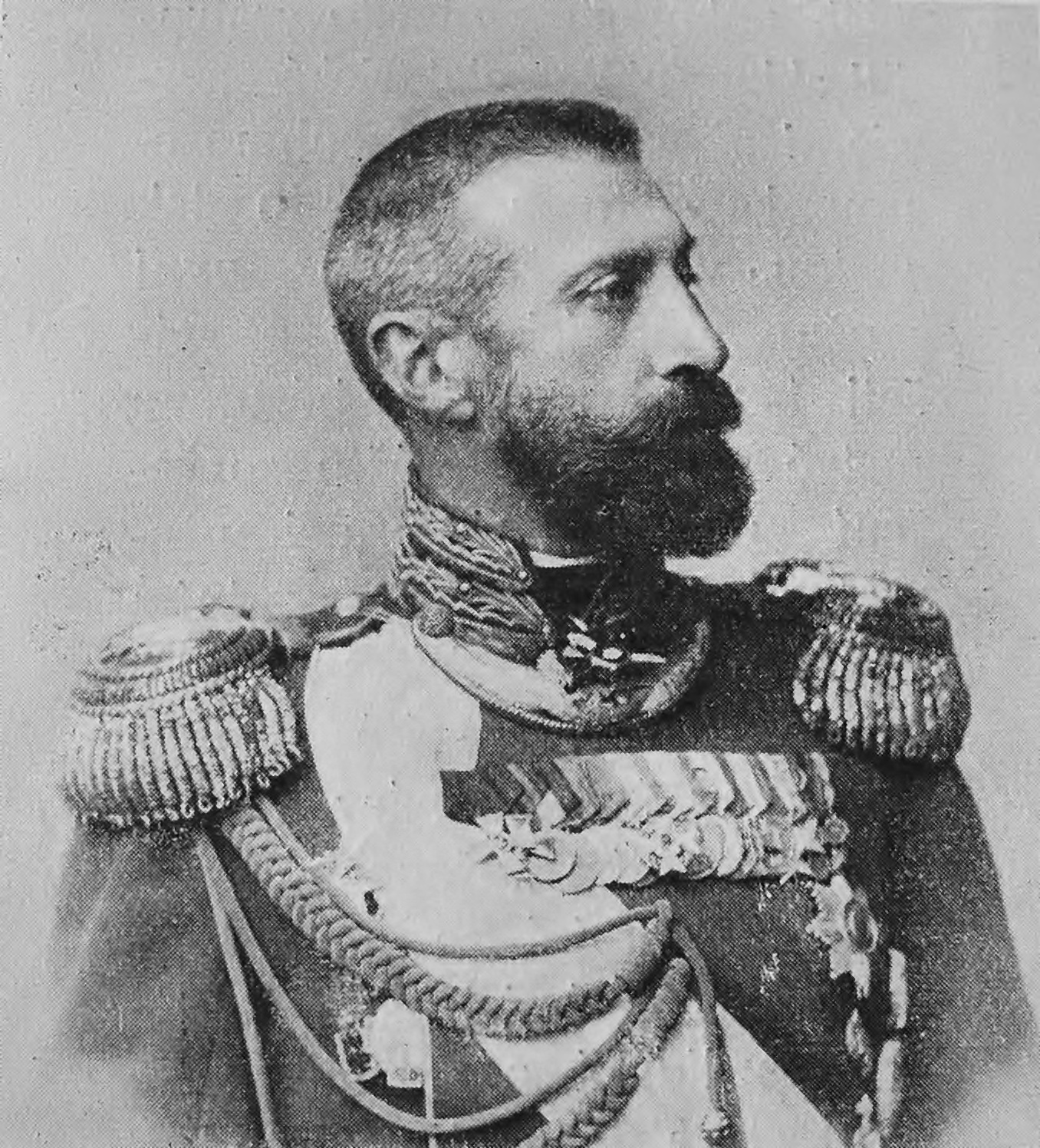
コンスタンチン大公、1908年

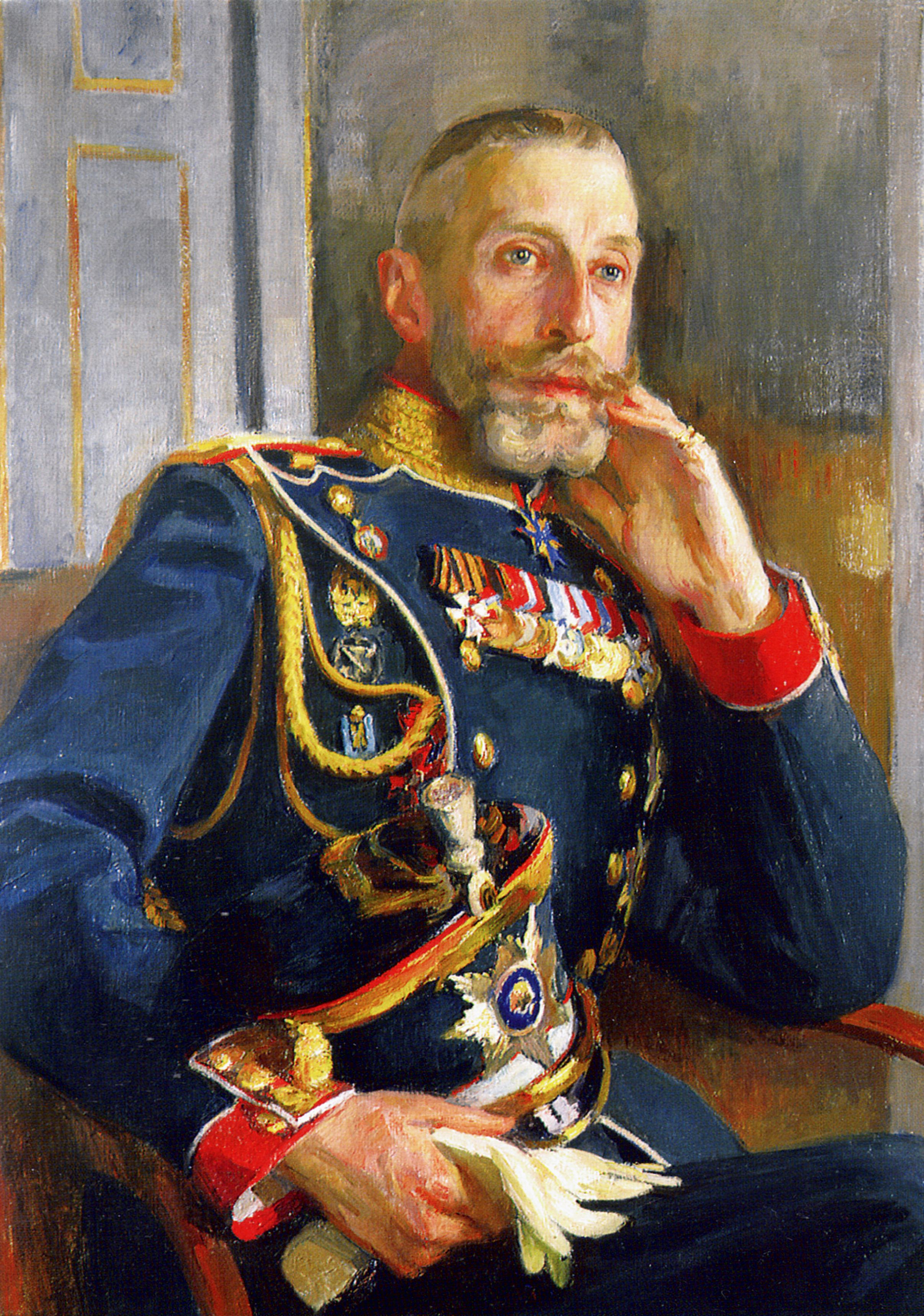
コンスタンチン・コンスタンチノヴィチ大公

日記によれば、大公の最初の同性愛体験は近衛軍で起きた。大公は自分の性的指向を抑え込むため大変に苦労した。コンスタンチンは妻を愛してはいたものの、自分の官能を刺激するような男性からの誘いを拒むことは出来なかった。コンスタンチンは1893年から1899年までは、自分が「重大な罪悪」と呼ぶ行為にふけるのを控えた、と日記で述べている。しかし七番目の子供が生まれた後、コンスタンチンはサンクトペテルブルクのいくつかある男娼館の馴染み客となった。1904年、コンスタンチンは日記に「御者を…へと遣わし、徒歩でバスハウスの手前まで来た。そのまままっすぐ歩いて去ろうとしたが…しかしペフチェスキー橋に着かないうちに、引き返して店に入った。そして大した葛藤もなく、自分の堕落した性癖に屈してしまった。」と記している。コンスタンチンの日記からは、彼が自分の同性愛指向に対し、抵抗と降伏を定期的に繰り返していたことが分かる。
1904年末までに、コンスタンチンはヤツコという名前の魅力的な青年に惹かれるようになっていた。「ヤツコを呼びにやり、彼は今朝やってきた。私は彼に遠慮なく接してくれるように説得した。彼が自分の性的な特性について語るのを聞くのは奇妙な感じだった。彼は一度も女性に惹かれたことがなく、何人かの男性に夢中になった経験があるという。私は自分も経験に照らし合わせれば、同じであるとは彼に言い出せなかった。ヤツコと私はそのことについて長く話し合った。彼は帰る前に私の顔と手にキスをした。私はこれを許すべきではなかったし、彼を押し退けるべきだった、キスの後で私は漠然とした羞恥と後悔の感情にさいなまれた。彼は私に、初めて出会ったときから私は心の底から貴方に夢中です、その感情はずっと大きくなっています、と言ってきた。」数日後、コンタンチンとヤツコは再び会い、二人の関係は深まっていった。
晩年、コンスタンチンが日記に同性愛の欲望について語ることは少なくなっていった。誰かに見られることを意識して書かないようになったのか、健康の悪化と加齢によって性的な欲望が減退したためなのかは、判然としない。

### 晩年
第1次世界大戦の勃発時、コンスタンチン大公夫妻はドイツのバート・ヴィルドゥンゲンで療養していた。大公夫妻は敵国となったドイツ国内から急いで退去し、ロシアに戻ろうとした。しかしこの目論見はドイツ当局に阻まれ、当局は大公夫妻を政治犯として収容すると通告してきた。エリザヴェータ・マヴリキエヴナ大公妃はドイツ皇帝ヴィルヘルム2世夫妻に救助を要請した。結局、大公夫妻と側近たちは出国を許可され、ロシア国境の駅まで送られた。コンスタンチンは病身にもかかわらず、徒歩で国境を越えねばならなかった。大公夫妻が「ペトログラード」と名前の変わったサンクトペテルブルクに到着するころには、コンスタンチンの健康状態は非常に悪化してしまった。
戦争が始まった年、コンスタンチン大公一家は相次ぐ悲劇に見舞われた。コンスタンチンの6人の息子のうち5人が出征したが、一番利発でコンスタンチンのお気に入りの息子だった四男オレグが1914年10月に、ドイツ軍と交戦中に戦傷死した。翌1915年3月には長女タチアナの夫バグラチオン＝ムフランスキー公爵がカフカース戦線で戦死した。コンスタンチンは愛する息子と娘婿の死に心身ともに打ちのめされ、1915年6月15日に世を去った。彼はロシア革命が起きる前に死んだことで、残された家族を襲う恐ろしい苦難を体験せずに済んだ。

### 家族のその後

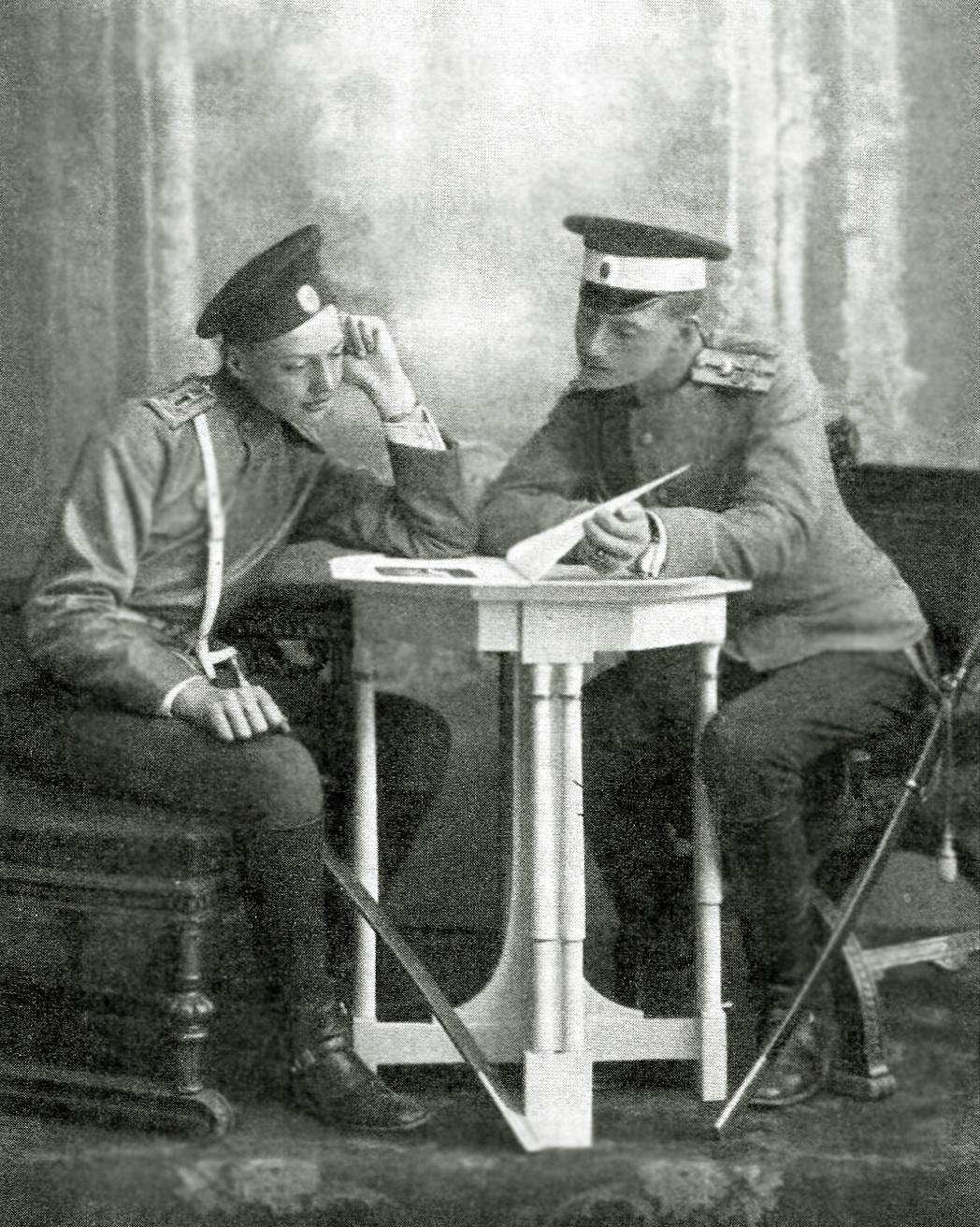
コンスタンチン大公の息子イーゴリとコンスタンチン、1914年。二人は1918年に長兄イオアンたちと一緒に、ボリシェヴィキ政府の命令で処刑された

コンスタンチンの息子たちのうち、幼い末息子ゲオルギーを除くイオアン、ガヴリール、コンスタンチンそしてイーゴリは、1917年10月に政権を奪取したボリシェヴィキに逮捕された。ガヴリールのみは病気を理由にペトログラードに留められたが、それ以外の3人はウラル山脈にある小都市アラパエフスクに流された。彼らはエリザヴェータ・フョードロヴナ大公妃、セルゲイ・ミハイロヴィチ大公、ウラジーミル・パーレイ公爵と一緒に数か月のあいだ抑留生活を送り、1918年7月の17日から18日にかけての夜半、ボリシェヴィキ政府の命令で虐殺された。彼らの処刑はエカテリンブルクでニコライ2世とその妻子が殺された翌日のことだった。彼ら6人の皇族の遺体は白軍が廃坑から回収し、その後中国の北京にある正教会に埋葬された。
ガヴリールはその後、マクシム・ゴーリキーの嘆願によって解放された。ガヴリールはゴーリキーが救うことの出来た唯一の皇族だった。ガヴリールは革命後に結婚した妻を連れてパリに逃れ、1955年に亡くなった。
未亡人となったタチアナは子供を連れてルーマニアに亡命し、その後スイスに移った。彼女は後に正教会の修道女となり、イェルサレムのオリーヴ山女子修道院の院長として1979年に死んだ。
コンスタンチンの妻エリザヴェータと一番下の二人の子供たちゲオルギー、ヴェラは、臨時政府の成立後も、10月革命後もパヴロフスクに留まっていた。1918年の秋、3人はスウェーデン王妃ヴィクトリアから招きを受け、ボリシェヴィキ政府からスウェーデンに船舶で亡命する許しを与えられた。3人はスウェーデンで2年を過ごし、その後ベルギーに移った。結局彼らはドイツのアルテンブルクに居を定めることになった。エリザヴェータは1927年にライプニッツで亡くなり、ゲオルギーは1938年にニューヨークで死んだ。残されたヴェラはソ連が東ドイツを占領する直前にハンブルクへ避難し、1951年にアメリカ合衆国に移住、2001年にニューヨークで世を去った。